# المراغة (ذي السفال)

تعديل مصدري - تعديل

المراغة هي إحدى قرى عزلة العداني بمديرية ذي السفال التابعة لمحافظة إب، بلغ تعداد سكانها 1877 نسمة حسب تعداد اليمن لعام 2004.